# Joseph Hafele
Joseph Carl Hafele (* 25. Juli 1933 in Peoria, Illinois; † 15. November 2014 in Loveland (Colorado)) war ein US-amerikanischer Physiker, bekannt für das Hafele-Keating-Experiment mit dem Astronomen Richard E. Keating zum Nachweis relativistischer Effekte auf den Gang von Uhren.
Hafele studierte Physik an der University of Illinois mit dem Bachelor-Abschluss 1959, dem Master-Abschluss 1960 und der Promotion 1964. Als Post-Doktorand war er Mitglied des Los Alamos National Laboratory. Hafele war von 1966 bis 1972 Assistant Professor an der Washington University, wo er bis 1977 blieb. Danach war er bei Caterpillar als Ingenieur.
Er war von 1985 bis 1990 Assistant Professor am Eureka College und gleichzeitig von 1987 bis 1990 NASA Summer Research Fellow. Ab 1991 war er an der Christopher Newport University.
Das Hafele-Keating-Experiment wurde im Oktober 1971 ausgeführt mit vier Atomuhren, die an Bord von Flugzeugen einmal westwärts und einmal ostwärts um die Welt flogen. Danach wurde ihre Zeitanzeige mit der von synchronisierten Atomuhren verglichen, die im United States Naval Observatory (an dem Keating seit 1966 in der Abteilung Zeitmessung angestellt war) waren.
Nach seiner Pensionierung im Jahr 1996 lebten er und seine Frau in Laramie, Wyoming, wo er seine theoretischen Arbeiten zur Interpretation von Experimenten fortsetzte, die auf Anomalien in der Relativitätstheorie hindeuten könnten.
Hafele war Mitglied der American Physical Society und der American Association for the Advancement of Science. Er war seit 1958 verheiratet und hatte vier Kinder.